# Internationale luchthaven Kunming Changshui
De internationale luchthaven Kunming Changshui is de luchthaven van de Chinese stad Kunming. De luchthaven ligt 24,5 km ten noordoosten van het stadscentrum van Kunming en is verbonden met de stad door een tolweg en lijn 6 van de metro van Kunming. De luchthaven bedient de stad en de rest van de provincie Yunnan.
De luchthaven heeft twee start- en landingsbanen en één terminal. De terminal, ontworpen door het bedrijf Arup, heeft een symmetrische opbouw en een opvallende vormgeving.
Kunming Changshui werd geopend op 28 juni 2012, ter vervanging van de internationale luchthaven Kunming Wujiaba.
In 2018 passeerden 47 miljoen reizigers de luchthaven wat het de op 34 na drukste luchthaven ter wereld maakt, en de op 6 na drukste van China.

## Luchtvaartmaatschappijen en bestemmingen
- Air China - Beijing, Changsha, Chengdu, Guiyang, Hangzhou, Shanghai-Hongqiao, Tianjin, Wenzhou, Yangon
- Chengdu Airlines - Chengdu
- China Eastern Airlines - Baoshan, Beihai, Beijing, Changsha, Changzhou, Chengdu, Chongqing, Dali, Dalian, Dehong/Mangshi, Diqing, Guangzhou, Guilin, Guiyang, Hangzhou, Harbin, Hefei,Jinghong/Xishuangbanna, Jining, Lanzhou, Lijiang, Lincang, Linyi, Liuzhou, Lhasa, Luoyang, Luzhou, Nanchang, Nanjing, Nanning, Ningbo, Ordos, Pu'er, Qianjiang (Chongqing), Qingdao, Sanya, Shanghai-Hongqiao, Shanghai-Pudong, Shenzhen, Shijiazhuang, Taiyuan, Tengchong, Urumqi, Weihai, Wenshan, Wenzhou, Wuhan, Wuxi, Xi'an, Xiamen, Xingyi, Yancheng,Yibin, Yinchuan, Zhaotong, Zhengzhou
- China Eastern Airlines - Bangkok-Suvarnabhumi, Chiang Mai, Chiang Rai, Dhaka, Dubai, Hongkong, Kathmandu, Kolkata, Kuala Lumpur, Malé, Mandalay, Osaka-Kansai, Phnom Penh, Seoul-Incheon, Siem Reap, Singapore, Taipei-Taoyuan, Vientiane, Yangon
- China Southern Airlines - Baoshan, Beijing, Changchun, Changsha, Changzhou, Chongqing, Dali, Dalian, Guangzhou, Guilin, Guiyang, Haikou, Hangzhou, Harbin, Jinghong/Xishuangbanna, Lijiang, Nanning, Sanya, Shanghai-Pudong, Shantou, Shenyang, Shenzhen, Urumqi, Wuhan, Yiwu, Zhengzhou
- China West Air - Chongqing, Jinghong/Xishuangbanna
- Chongqing Airlines - Chongqing
- Dragonair - Hongkong
- Hainan Airlines - Beijing, Haikou, Xi'an
- Hongkong Express - Hongkong
- Juneyao Airlines - Shanghai-Hongqiao
- Korean Air - Seoul-Incheon
- Kunming Airlines - Changsha, Changzhou, Chengdu, Chongqing, Dalian, Dehong/Mangshi, Guiyang, Harbin, Jinan, Jinghong/Xishuangbanna, Lijiang, Mianyang, Nanjing, Nanning, Qingdao, Shenzhen, Shijiazhuang, Taiyuan, Taizhou (Zhejiang), Xi'an, Xiamen, Yiwu, Yuncheng, Zhengzhou
- Lao Airlines - Vientiane
- Lucky Air - Changsha, Chengdu, Chongqing, Dali, Dalian, Dehong/Mangshi, Diqing, Fuzhou, Guiyang, Haikou, Harbin, Hefei, Hohhot, Jinan, Jinghong/Xishuangbanna, Lanzhou, Lijiang, Nanchang, Nanjing, Ningbo, Pu'er, Qingdao, Sanya, Shijiazhuang, Shenyang, Taiyuan, Tangshan, Tengchong, Tianjin, Urumqi, Wenzhou, Wuhan, Xi'an, Xuzhou, Yichang, Zhengzhou
- Malaysia Airlines - Kuala Lumpur
- Okay Airways - Changsha, Hefei, Tianjin, Yulin (Shaanxi)
- Shandong Airlines - Jinan, Nanjing, Qingdao, Xiamen, Yantai
- Shanghai Airlines - Jinghong/Xishuangbanna, Lijiang, Shanghai-Hongqiao, Tianjin
- Shenzhen Airlines - Guangzhou, Shenyang, Shenzhen, Taiyuan, Wuhan, Wuxi
- Sichuan Airlines - Beijing, Chengdu, Chongqing, Dalian, Guiyang, Harbin, Hohhot, Jinan, Ningbo, Wanzhou, Wenzhou, Xiamen, Xining, Xuzhou, Yichang, Yinchuan, Zhengzhou
- Sichuan Airlines - Taipei-Taoyuan
- SilkAir - Singapore
- Spring Airlines - Changde, Huaihua, Qianjiang (Chongqing), Shanghai-Hongqiao
- Thai Airways International - Bangkok-Suvarnabhumi
- Uni Air - Kaohsiung
- Xiamen Airlines - Fuzhou, Hangzhou, Nanchang, Quanzhou, Wuhan, Xiam